# May Angeli
Pour les articles homonymes, voir Angeli.
May Angeli (née en 1937) est une peintre, graveuse, auteure et illustratrice française de littérature jeunesse.

## Biographie
May Angeli est née à Clichy. Sa mère est française et son père tchèque. Elle a suivi une formation à l'École des métiers d’art à Paris. Elle pratique d'abord dans les années 1960 des techniques à la gouache, à l’encre et à l’aquarelle. En 1980, elle découvre la gravure sur bois à Académie d'arts graphiques d'Urbino en Italie. En parallèle de sa carrière, elle anime régulièrement des ateliers à destination des enfants. Elle travaille et vit actuellement à Paris,,,,,.
Elle collabore avec Sylvie Baussier pour illustrer des ouvrages de la collection « les petites histoires des hommes », comme Petite histoire des langues (2002).

## Œuvres
Elle a participé à de nombreuses œuvres,,, dont :
- Le paravant aux images  (ill. May Angeli), 1962.
- Histoire du Bernard l'ermite  (ill. May Angeli), 1965.
- La maison des oiseaux  (ill. May Angeli), 1969.
- Le Paravent aux images  (ill. May Angeli), 1971.
- Santu di Corsica  (ill. May Angeli), 1976.
- Bof le géant  (ill. May Angeli), 1977.
- Les Chants du coquillage  (ill. May Angeli), 1984.
- Faustine et le souvenir  (ill. May Angeli), 1986.
- May Angeli, Marcus Magonius. Mosaïste à Carthage, 1988.
- Les sept coqs de l'aube  (ill. May Angeli), 1989.
- May Angeli, Ali Al-Andaloussi. Céramiste à Tunis, 1990.
- May Angeli, Saliha Karoui Weberin in Kairouan, 1990.
- May Angeli, Saliha Karoui. Tisseuse à Kairouan, 1990.
- May Angeli, A l'envers, à l'endroit, 1991.
- May Angeli, Cuisine de France, 1991.
- May Angeli, Drôle d'oiseau, 1992.
- May Angeli, Oiseau Migrant, 1993.
- May Angeli, Hep l'oiseau, 1994.
- Le joueur de flûte de Hamelin  (ill. May Angeli), 1996.
- May Angeli, Le tour du monde de Groucho, 1997.
- May Angeli, Une chanson pour Sa Majesté, 1998.
- May Angeli, Dis-moi, 1999.
- May Angeli, Manège, 2000.
- May Angeli, La robe de Jneina, 2000.
- May Angeli, Mon jardin, mon potager, 2001.
- Sylvie Baussier, Petite histoire des langues[7], Syros jeunesse, 2002 (ISBN 2-84146-969-7).
- Zora l'ânesse  (ill. May Angeli), 2002.
- Sylvie Baussier (ill. May Angeli), Petite histoire du temps, Syros jeunesse, 2002 (ISBN 978-2748500431).
- May Angeli, Je ne peux pas m'habiller !, 2003.
- L'invasion de la mer  (ill. May Angeli), 2003.
- Qui de l'œuf, qui du poussin ?  (ill. May Angeli), 2004.
- Sylvie Baussier (ill. May Angeli), Petite histoire de la guerre et de la paix, 2004 (ISBN 2-7485-0219-1).
- Le rayon vert  (ill. May Angeli), 2004.
- May Angeli, Voisins de palmier, 2004.
- May Angeli, Carotte ou pissenlit ?, 2006.
- May Angeli, Chapeau perdu, 2006.
- May Angeli, Souks et saveurs en Tunisie, 2007.
- May Angeli, Petit, 2007.
- May Angeli, Ma clématite chérie, 2007.
- May Angeli, La gribouilleuse, 2008.
- May Angeli, Les yeux du cerf-volant, 2009.
- May Angeli, Oskar le coq, 2009.
- May Angeli, The jungle book, en tant qu'illustratri, 2009.
- May Angeli, La nuit des dauphins, 2010.
- May Angeli, Petites mésaventures dans la nature, 2011.
- May Angeli, L'entre-temps des albums, 2012.
- May Angeli, L'école est fermée, vive la révolution !, 2015.
- May Angeli, La flaque, 2015.
- May Angeli, Rita la poule veut un bébé, 2016.
- May Angeli, Bêtes en devinettes, 2017.
- May Angeli, Cache-cache, 2017.
- May Angeli, Caruso, 2018.

## Prix et distinctions
En 2002, avec Sylvie Baussier, elle reçoit le Prix Octogne, décerné par le Centre international d'études en littérature de jeunesse (CIELJ), catégorie documentaire, pour Petite histoire des langues.
En 2013, elle obtient le Grand Prix de l’illustration décerné par le Musée de l’illustration jeunesse de Moulins, pour son titre Des oiseaux édité aux éditions Thierry Magnier.
Coup de cœur Jeune Public printemps 2021 de l'Académie Charles-Cros pour les illustrations de Le Carnaval des animaux sud-américains.